# Personlighedsforstyrrelse
Personlighedsforstyrrelser er som ordet antyder en forstyrrelse af personlighed og adfærd. En
personlighedsforstyrrelse viser sig på den måde man føler, tænker, opfatter og forholder sig til andre på. Det skønnes, at 12-15% af befolkningen opfylder de diagnostiske kriterier for en personlighedsforstyrrelse.
Personlighed er, defineret psykologisk, de vedvarende adfærdsmæssige og mentale egenskaber, der kendetegner mennesket. Personlighedsforstyrrelser er derfor defineret som oplevelser og adfærd, der afviger fra samfundets normer og forventninger. Ofte starter forstyrrelsen i barndommen, og varer livet igennem.

## Om personlighedsforstyrrelser
For en personlighedsforstyrrelse defineres en række forskellige symptomer, men ens for dem alle er:
- Være gennemgribende, unuancerede, utilpassede og uhensigtsmæssige
- Gå ud over personen selv eller omgivelserne
- Have varet siden ungdommen
- Ikke skyldes en anden psykisk eller fysisk sygdom
- Være til stede på mindst to af følgende områder: 1) erkendelse og holdninger, 2) følelser, 3) evne til at kontrollere impulsive handlinger og udskyde behovstilfredsstillelse, 4) relationer til andre

### Årsager til personlighedsforstyrrelse
Den mere præcise baggrund for de forskellige tilstande varierer mellem personlighedsforstyrrelser, men der er ingen tvivl om, at der er tale om et samspil mellem en medfødt biologisk sårbarhed og nogle miljømæssige eller udviklingspsykologiske faktorer.
Den psykoanalytiske teori, som oprindelig er udviklet af Freud i begyndelsen af 1900-tallet og siden er videreudviklet af hans efterfølgere, har detaljerede modeller for hvordan de vilkår, man udsættes for i barndommen, har betydning for om man får en personlighedsforstyrrelse; f.eks. fokuserer man på Freuds tese om den orale fase hvis man lider af dependent personlighedsforstyrrelse.

### Behandling
En personlighedsforstyrrelse er en psykisk lidelse og ikke en psykisk sygdom. Tidligere anså man lidelsen for at være kronisk, men med indførelsen af nye moderne behandlingsmetoder er det ikke længere tilfældet.[kilde mangler]
Medicin: Indtil videre findes der ikke nogen medicin der virker på personligheden og dermed kan man ikke få medicin imod personlighedsforstyrrelser. Personer med personlighedsforstyrrelser er ofte mere sårbare overfor at få andre psykiske sygdomme som angst, depression eller psykose, hvilket der findes medicin imod. Det ændrer dog ikke på ens personlighed.
Psykoterapi: Mennesker med personlighedsforstyrrelse har mulighed for at få psykoterapi. Behandlingen strækker sig er ofte over 1-3 år og tager udgangspunkt i at man får indblik i sine psykiske mekanismer, og på den måde bliver i stand til at ændre dem.

### Hjælp til omgivelserne
Mennesker med personlighedsforstyrrelser vil – uden at ville det – være vanskelige at have med at gøre for deres medmennesker. Men for at udvikle sig, har man brug for, at andre forstår lidelsen og kan møde én på den rigtige måde. Derfor er det vigtigt, at både pårørende og professionelle får undervisning og støtte i at forholde sig til mennesker med personlighedsforstyrrelser.  

### Patientforeninger
Patientforeningen Forstyrret.dk blev stiftet i november 2009, af en gruppe mennesker der selv har personlighedsforstyrrelser. Foreningen henvender sig til alle uanset hvilke typer personlighedsforstyrrelser man måtte have. Forstyrret.dk ønsker at skabe bedre vilkår for berørte og pårørende, samt at øge kendskabet og forståelsen for lidelserne i den brede offentlighed.

## Diagnosticering af personlighedsforstyrrelse
I WHOs diagnosefortegnelse ICD-10 samt den Amerikanske Diagnostic and Statistical Manual of Mental Disorders (DSM-5) findes en række meget forskellige
personlighedsforstyrrelser.
I DSM er forstyrrelserne delt i tre grupper, de excentriske/underlige (f.eks. skizoid), de dramatiske/uberegnelige (f.eks. psykopati) og de ængstelige/hæmmende(f.eks. dependent).
- Movies and Mental Illness Arkiveret 7. april 2004 hos  Wayback Machine

Der findes to forskellige systemer til bestemmelse af psykiske lidelser: ICD-10 (International Classification of Diseases) og DSM-IV og nu DSM-5 (Diagnostical Statistical Manual). ICD-10 er udarbejdet af WHO, mens DSM-IV/-5 er det Amerikanske Psykiatriske Selskabs diagnosekriterier.
ICD-10 systemet bliver betegnet som det internationale system, men alligevel anvendes DSM-IV/-5 også i de fleste lande - fordi megen forskning på området foregår i USA, og man derfor er nødt til at kende DSM for at være fagligt opdateret. I Danmark diagnosticeres efter ICD-systemet.

### Personlighedsforstyrrelser i ICD-10
Tidlige personlighedsforstyrrelser 
- F60.0 Paranoid personlighedsforstyrrelse

Paranoid, overfølsom overfor afvisning og nederlag.
- F60.1 Skizoid personlighedsstruktur

Optaget af indre tankeliv, foretrækker at være alene, ringe evne til at udtrykke følelser og opnå kontakt. 
 

Borderlineorganiserede personlighedsforstyrrelser
- F60.2 Dyssocial personlighedsstruktur[5]

(Psykopati) Manglende ansvars- og hensynsfølelse overfor andre mennesker og normer, manglende evne til at erkende eller føle skyld, aggressivitet.
- F60.3 Emotionelt ustabil personlighedsstruktur[5]
  - .30 Emotionelt ustabil personlighedsstruktur, impulsiv type

Impulsiv, ustabile følelser og humør.
- - .31 Emotionelt ustabil personlighedsstruktur, borderline type

Impulsiv, ustabile følelser og humør, usikker identitetsfølelse, kan ikke være alene, tendens til selvdestruktivitet.
- F60.4 Histrionisk personlighedsstruktur[5]

Dramatiserer; overdrevne, overfladiske og ustabile følelsesudtryk; opmærksomhedssøgende adfærd. 
 

Neuroselignende personlighedsforstyrrelser
- F60.5 Tvangspræget personlighedsstruktur

Perfektionistisk, overdreven ordenssans og samvittighedsfuldhed, virker "stiv".
- F60.6 Ængstelig (evasiv) personlighedsstruktur

Ængstelig, overfølsom overfor kritik og afvisning, anspændt, usikker, tilbageholdende, markante mindreværdsfølelser.
- F60.7 Dependent personlighedsstruktur

Afhængig af andre, underordner sig, hjælpeløs alene, har svært ved at tage beslutninger. 

- F60.8 Anden specifik forstyrrelse af personlighedsstrukturen[5]
  - Narcissistiske personlighedsstruktur[5]
  - passiv-aggressive personlighedsstruktur
  - Haltlose personlighedsstruktur

- F60.9 Uspecificeret forstyrret personlighedsstruktur.

### Personlighedsforstyrrelser i DSM-IV og DSM-5
Excentriske
- Paranoid personlighedsforstyrrelse[7]
- Skizoid personlighedsforstyrrelse
- Skizotypisk personlighedsstruktur

Indadvendthed, dyrkelse af indre/private tankesystemer, overtro, magisk tænkning.
Dramatiske - Cluster B
- Dyssocial personlighedsstruktur (Psykopati)[5]
- Borderline personlighedsstruktur (I ICD emotionelt ustabil personlighedsstruktur)[5]
- Histrionisk personlighedsstruktur[5]
- Narcissistisk personlighedsstruktur[5]

Ængstelige
- Dependent personlighedsstruktur
- Obsessiv-kompulsiv personlighedsstruktur
- Avoidant (undvigende) personlighedsstruktur